# Альфред Рік
Альфред Рік (нім. Alfred Rieck, 5 серпня 1914 — 14 серпня 2000) — німецький академічний веслувальник.
Бронзовий призер Олімпійських Ігор 1936 року в складі вісімки.